# Kočuha
Kočuha (nemško Gotschuchen) je naselje v Občini Šmarjeta v Rožu v Okraju Celovec-dežela na Koroškem v Avstriji.